# وودلند هیل (کنتاکی)
وودلند هیل (به انگلیسی: Woodland Hills) شهری در ایالت کنتاکی کشور ایالات متحده آمریکا است که جمعیت آن در سرشماری سال ۲۰۱۰ میلادی، ۶۹۶ نفر بوده‌است.